# Galsandordschiin Batbileg
Galsandordschiin Batbileg (mongolisch Галсандоржийн Батбилэг, englisch Galsandorjiin Batbileg, wiss. Transliteration Galsandoržijn Batbilėg; * 29. Februar 1952) ist ein ehemaliger mongolischer Boxer.

## Sport
Galsandordschiin Batbileg trat bei den Olympischen Sommerspielen 1980 in Moskau an. Im Leichtgewichtsturnier erreichte er das Viertelfinale, wo er gegen den späteren Olympiasieger Ángel Herrera ausschied.